# Bruno Cirino
Bruno Cirino, all'anagrafe Bruno Cirino Pomicino (Napoli, 25 ottobre 1936 – Vercelli, 17 aprile 1981), è stato un attore e regista teatrale italiano.

## Biografia
Diplomato all'Accademia nazionale d'arte drammatica, cominciò la sua carriera di attore teatrale sotto la guida di Eduardo De Filippo (Il Contratto, 1967). In seguito partecipò a spettacoli allestiti da Franco Zeffirelli (Romeo e Giulietta), Giorgio De Lullo (Il giuoco delle parti) e Giuseppe Patroni Griffi (Napoli notte e giorno).
Negli anni settanta, insieme a Roberto Bisacco, fondò la cooperativa Teatroggi con la quale, nella borgata romana di Centocelle, mise in scena due testi di Dacia Maraini, Gli anni del fascismo nel 1971 e Viva l'Italia nel 1972, dei quali curò anche la regia.
Negli anni successivi la sua carriera alternò lavori di impegno sociale e politico (Marat-Sade di Peter Weiss, Il diavolo e il buon Dio di Jean-Paul Sartre, Il re muore di Eugène Ionesco con la regia di Aldo Trionfo) ad altri che si proponevano la rivisitazione dei classici della tradizione (Georges Dandin di Molière nel 1979) e del Novecento (La lezione e Le sedie di Ionesco). Nel 1977 interpretò L'idiota di Fëdor Dostoevskij sotto la direzione di Aldo Trionfo, spettacolo nel quale poté mettere in luce le sue notevoli doti interpretative.
I suoi lavori di rilievo furono numerosi, da I confessori di Vincenzo Di Mattia del 1978, Marat Sade di Peter Weiss regia e allestito con la compagnia "Teatro Oggi", nel 1978, Uscita d'emergenza di Manlio Santanelli del 1980 – allestito con la cooperativa teatrale Gli ipocriti – a Liolà di Luigi Pirandello nel 1981.
Il suo debutto come attore protagonista avvenne nel Teatro Inchiesta Il processo Cuocolo, di Gianni Serra, nel 1969.
La vera notorietà al grande pubblico giunse poi tra il 1972 e il 1973, con l'interpretazione del "maestro D'Angelo" nello sceneggiato Rai "Diario di un maestro" di Vittorio De Seta.
Cassio governa a Cipro di Giorgio Manganelli, dall'Otello di William Shakespeare, regia di Gianni Serra, richiesta da Luca Ronconi, direttore della Biennale Teatro di Venezia 1974, fu forse lo spettacolo teatrale più prestigioso di Bruno Cirino.
Nell'ottobre del 1976 inaugurò il Teatro Tenda di Piazza Mancini con "Rocco Scotellaro", un  testo  di grande impegno civile, scritto da Nicola Saponaro, e ispirato alla figura del poeta lucano. 
In campo cinematografico si ricordano le sue apparizioni in film di rilievo, tra i quali Allonsanfàn (1974) di Paolo e Vittorio Taviani e Libera, amore mio! di Mauro Bolognini (1975).
Svolse parallelamente un'intensa attività sul piccolo schermo, partecipando a sceneggiati televisivi come Dedicato a un bambino (1970) e Dedicato a un medico (1973), al film TV La vita di Leonardo da Vinci (1971) di Renato Castellani, nel ruolo di Michelangelo. Interpretò inoltre il ruolo del protagonista nel film per la tv Diario di un maestro, del regista Vittorio De Seta, ambientato nella realtà complessa delle borgate romane all'inizio degli anni settanta.
In radio fu il conduttore nel settembre 1973 per l'intero mese di "Voi ed Io" lo storico programma d'intrattenimento radiofonico del mattino tutti i giorni dal lunedì al sabato dalle 9,15 alle 11,30 sul Programma Nazionale Radiorai.
Morì prematuramente a Vercelli nel 1981 all'età di 44 anni, per un attacco cardiaco che lo colpì in automobile al ritorno da una lunga tournée.
Era fratello maggiore del politico democristiano Paolo Cirino Pomicino e fratello minore dell'attore e regista Franco Cirino.

## Filmografia

Bruno Cirino nel film Allonsanfàn (1974)

### Cinema
- Il processo Cuocolo, regia di Gianni Serra (1969)
- Sierra Maestra, regia di Ansano Giannarelli (1969)
- Ninì Tirabusciò, la donna che inventò la mossa, regia di Marcello Fondato (1970)
- Siamo tutti in libertà provvisoria, regia di Manlio Scarpelli (1971)
- Mordi e fuggi, regia di Dino Risi (1972)
- Daniele e Maria, regia di Ennio De Concini (1973)
- Libera, amore mio!, regia di Mauro Bolognini (1973)
- Allonsanfàn, regia di Paolo e Vittorio Taviani (1974)
- Le farò da padre, regia di Alberto Lattuada (1974)
- Fortezze vuote, regia di Gianni Serra (1975)

### Televisione
- La rete, regia di Gianni Serra – film TV (1970)
- Napoli 1860 - La fine dei Borboni, regia di Alessandro Blasetti – miniserie TV (1970)
- Un'estate, un inverno, regia di Mario Caiano – miniserie TV (1971)
- La vita di Leonardo da Vinci, regia di Renato Castellani – film TV (1971)
- Diario di un maestro, regia di Vittorio De Seta – film TV (1972)
- Il furto della Gioconda – miniserie TV, puntate 1x01-1x02 (1978)
- Rocco Scotellaro, regia di Maurizio Scaparro – film TV (1979)
- Che fare?, regia di Gianni Serra – miniserie TV (1979)

## Doppiatori italiani
- Orso Maria Guerrini in La vita di Leonardo da Vinci

## Prosa televisiva Rai
- Don Gil dalle calze verdi, di Tirso de Molina, regia di Guido Salvini, trasmessa l'8 marzo 1961.
- Annella di Portacapuana, regia di Gennaro Magliulo, trasmessa il 25 gennaio 1965.
- Boris Godunov di Aleksandr Sergeevič Puškin, regia di Giuliana Berlinguer, trasmesso in due parti il 21 e 23 ottobre 1966.
- Il cappello del prete (1970)
- Dedicato ad un bambino di Luigi Lunari, regia di Gianni Bongioanni, sceneggiato di 3 puntate trasmesso dal 14 al 28 gennaio 1971.
- Oltre il duemila, sceneggiato in due episodi, regia di Piero Nelli, trasmesso il 9 giugno e 8 luglio del 1971.
- I Nicotera, regia di Salvatore Nocita, trasmesso nel 1972.
- Dedicato ad un medico, regia di Gianni Serra, sceneggiato di 3 puntate trasmesso dal 20 giugno al 7 luglio 1974.
- Che fare?, regia di Gianni Serra, trasmesso nel 1978.
- Storie della camorra, sceneggiato televisivo, regia di Paolo Gazzara, trasmesso nel 1978.
- Rocco Scotellaro, film per la TV, regia di Maurizio Scaparro trasmesso nel 1979.
- A grande richiesta Socrate, film per la TV, trasmesso nel 1981